# Eugène Delacroix
Ferdinand Victor Eugène Delacroix [Delakrua] (26. dubna 1798 Charenton-Saint-Maurice – 13. srpna 1863 Paříž) byl francouzský malíř období romantismu, významná osobnost světového malířství 19. století. Do dějin výtvarného umění se zapsal především jako kolorista. Jeho zacházení s barvou značně ovlivnilo impresionismus. Je autorem několika nástěnných maleb ve francouzských státních institucích, mj. v Louvre a Bourbonském paláci. Ilustroval knihy soudobých autorů, např. Waltera Scotta či Johanna Wolfganga von Goetha, ale třeba i Williama Shakespeara. Zabýval se fotografií. Pravidelně vystavoval v Salonu. Tematický záběr jeho obrazů byl široký. Maloval historické náměty, zátiší, akty, portréty, mariny, žánrové výjevy, díla s orientálními náměty i kytice.

## Život
Eugène Delacroix se narodil 26. dubna 1798 v Charenton-Saint Maurice u Paříže jako nejmladší ze čtyř dětí Charlese Delacroixe a jeho manželky Victorie rozené Oebenové. Charles Delacroix byl za vlády Direktoria francouzským ministrem zahraničí a od roku 1799 Napoleonovým prefektem na jihu Francie. Eugène proto prožil dětství v Marseille a v Bordeaux. Všeobecně se však za malířova otce pokládá diplomat Charles Maurice de Talleyrand-Périgord, který úředního Eugènova otce ve funkci ministra zahraničí vystřídal.
Po smrti Charlese Delacroixe roku 1805 se Delacroixova matka odstěhovala do Paříže, kde žila u dcery Henrietty, provdané za diplomata Verninaca. Zde vstoupil Eugène do Lycea Ludvíka Velikého, kde byl jedním z nejnadanějších žáků. V roce 1814 Delacroix osiřel a nadále žil u sestry. Na radu strýce, malíře Henri-François Riesenera, vstoupil do ateliéru Davidova žáka Pierre Narcisse Guérina. Zároveň v Louvru kopíroval obrazy vlámského malíře Petera-Paula Rubense a Raffaela. V letech 1816–1822 studoval na École des Beaux-Arts a střídavě bydlel v rodině Riesenera a své sestry. Zde také poznal svou první lásku, Angličanku Elisabeth Salterovou, jejíž portrét vytvořil roku 1817.

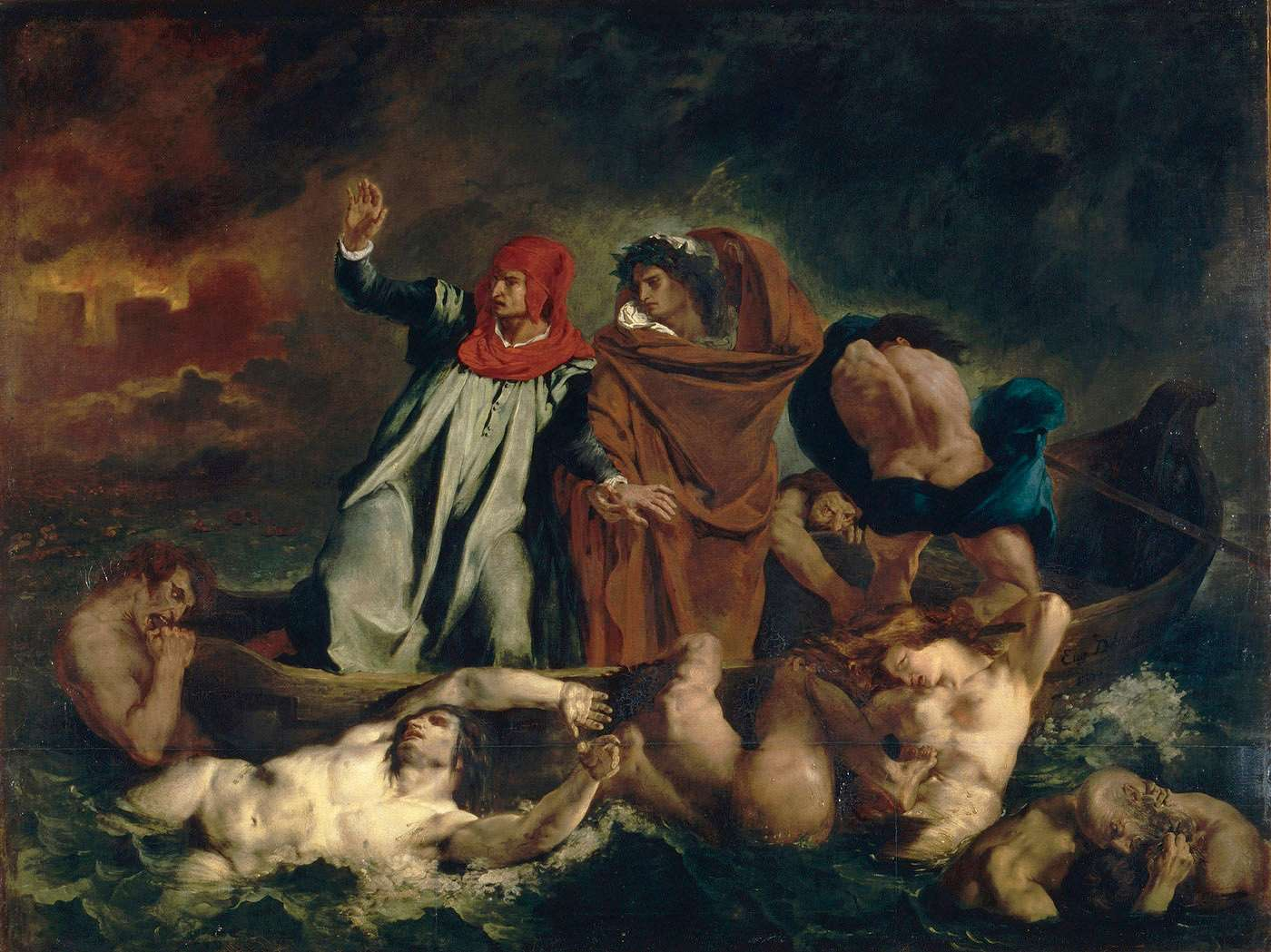
Dante a Vergilius v pekle, 1822

 Ovlivněn byl stylem svého staršího spolužáka Théodora Géricaulta, jehož práce spadaly do začínajícího romantismu. Géricault mu roku 1821 také zprostředkoval jednu z prvních zakázek, obraz Triumf náboženství pro katedrálu v Ajacciu na Korsice. Géricaultova smrt v roce 1824 pro Delacroixe znamenala velkou ztrátu. Hodně však studoval také mistry benátské školy jako Tintoretta či Paola Veroneseho, jehož stříbřitou škálu barev hluboce obdivoval. Na počátku 20. let se zhoršila finanční situace rodiny a Delacroix si musel přivydělávat jako kreslíř karikatur.
V roce 1822 poprvé vystavoval na prestižním Salonu. Obraz Dantova bárka sice vyvolal u některých kritiků posměšky, (Étienne-Jean Delécluze ho označil za mazanici), ale dílo zakoupil francouzský stát. Politik a historik Adolphe Thiers již tehdy mluvil o Delacroixovi jako budoucím géniovi. V té době se Delacroix přátelil s anglickým malířem Thalesem Fieldingem, který ho seznámil s tvorbou anglických krajinářů a zejména Johna Constabla, jehož tvorbou byl francouzský malíř načas ovlivněn.

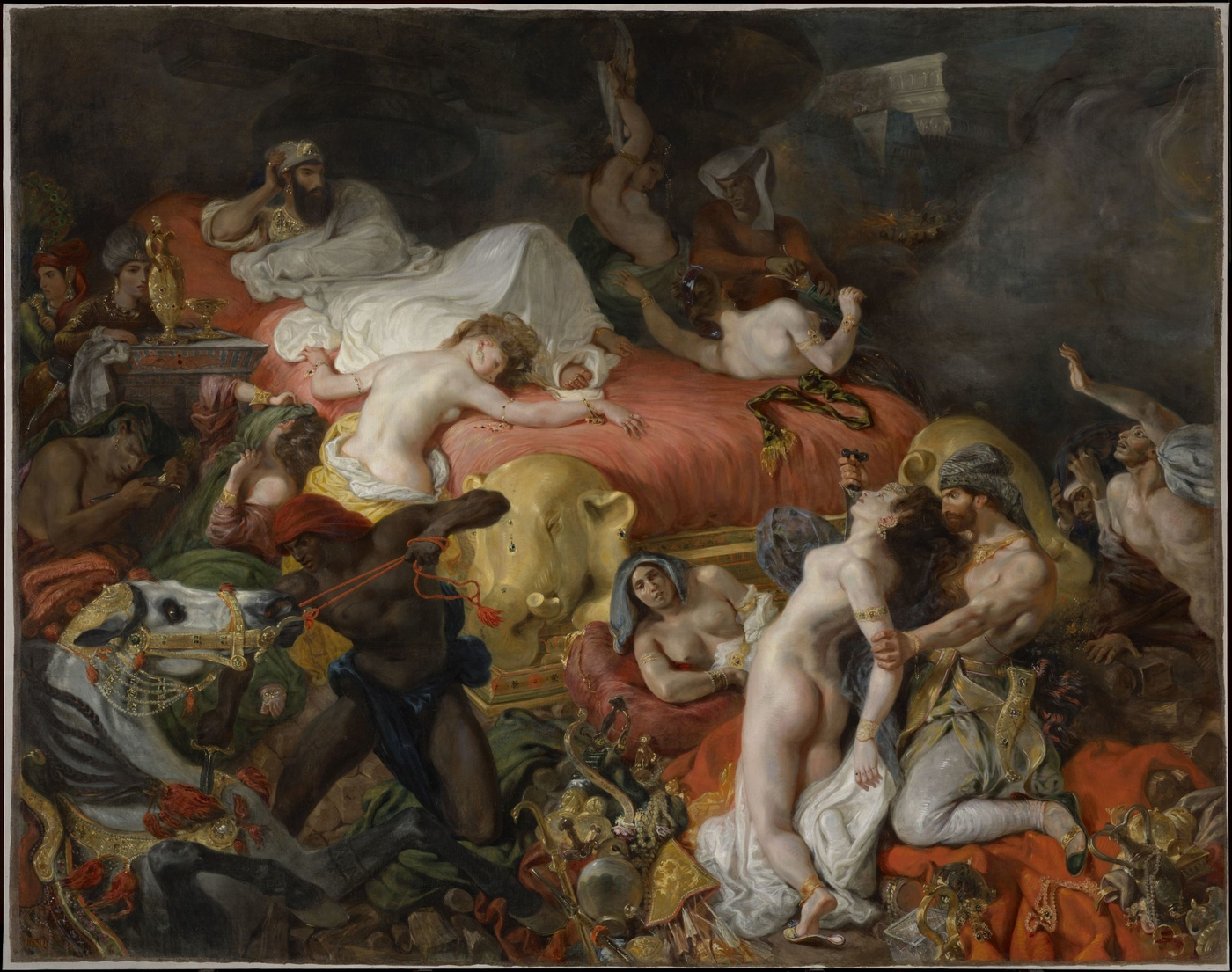
Sardanapalova smrt, 1827

 Roku 1824 vystavoval Delacroix na Salonu znovu, tentokrát obraz Vraždění na Chiu, což bylo dílo, které manifestovalo romantismus a reagovalo na tureckou genocidu Řeků. Tvořilo naprostý protiklad k zároveň vystavenému raffaelovskému Slibu Ludvíka XIII. od klasicisty Ingrese, které slavilo na výstavě triumfální úspěch. Od té doby se datoval názorový spor mezi oběma umělci. Směr Delacroixovy tvorby byl určován četbou lorda Byrona a Victora Huga, které malíř obdivoval.
Prostřednictvím svého dalšího anglického přítele, malíře Richarda Boningtona, se v roce 1825 seznámil s bývalou tanečnicí v Opéře a příležitostnou malířkou Eugénií Daltonovou, která se stala jeho milenkou.
Mezi lety 1824–1828 pobýval Delacroix v letních měsících často v Anglii, kde ho zaujala jemná akvarelová technika barvy anglických malířů, zejména Johna Constabla a Richarda Boningtona. Také ho zajímal tehdy módní portrétista Thomas Lawrence. Během těchto pobytů se Delacroix také intenzivně zabýval anglickou literaturou. Výsledkem byly jeho litografické ilustrace k dramatům Macbeth a Hamlet. K litografiím ho inspirovala také díla Waltera Scotta a lorda Byrona, v roce 1828 vydal sérii 17 litografií inspirovaných Goethovým Faustem.

Svoboda vede lid na barikády, 1830

 Po návratu z Anglie vystavil roku 1828 v Salonu dva obrazy: Popravu Marina Faliera a Sardanapalovu smrt. Zvláště druhý z nich, zobrazující legendu o krutosti babylónského vládce, který dal před smrtí povraždit celý svůj harém, vyvolal svou expresivitou zanícenou debatu. V roce 1829 se Delacroix usadil na nábřeží Seiny na adrese Quai Voltaire 15. Bydlel zde až do roku 1838. V té době Delacroix pronikl do vyšších společenských kruhů; mezi jeho přátele patřili mj. Stendhal, Prosper Mérimée a Alexandre Dumas. V Revue de Paris publikoval články o Michelangelovi a Raffaelovi. Léta obyčejně trávil se svými bratranci ve Valmontu v Normandii.
V roce 1830 namaloval obraz Svoboda vede lid na barikády, kterým se přihlásil k myšlenkám Červencové revoluce, která svrhla Karla X. V roce 1832 se vydal na cestu do Afriky, aby poznal život Orientu, jenž začal, stejně jako Japonsko, v Evropě budit pozornost. Díky známosti s Charlesem de Mornay, francouzským vyslancem u marockého sultána, se stal součástí diplomatické mise, která postupně navštívila Tanger, Meknes, Oran, Alžír a ve Španělsku Cádiz a Sevillu. Během šestiměsíčního pobytu nakreslil Delacroix mnoho skic, akvarelů a kreseb, které mu poskytly inspiraci pro další obrazy a přesvědčivě dokázaly jeho kreslířské kvality.

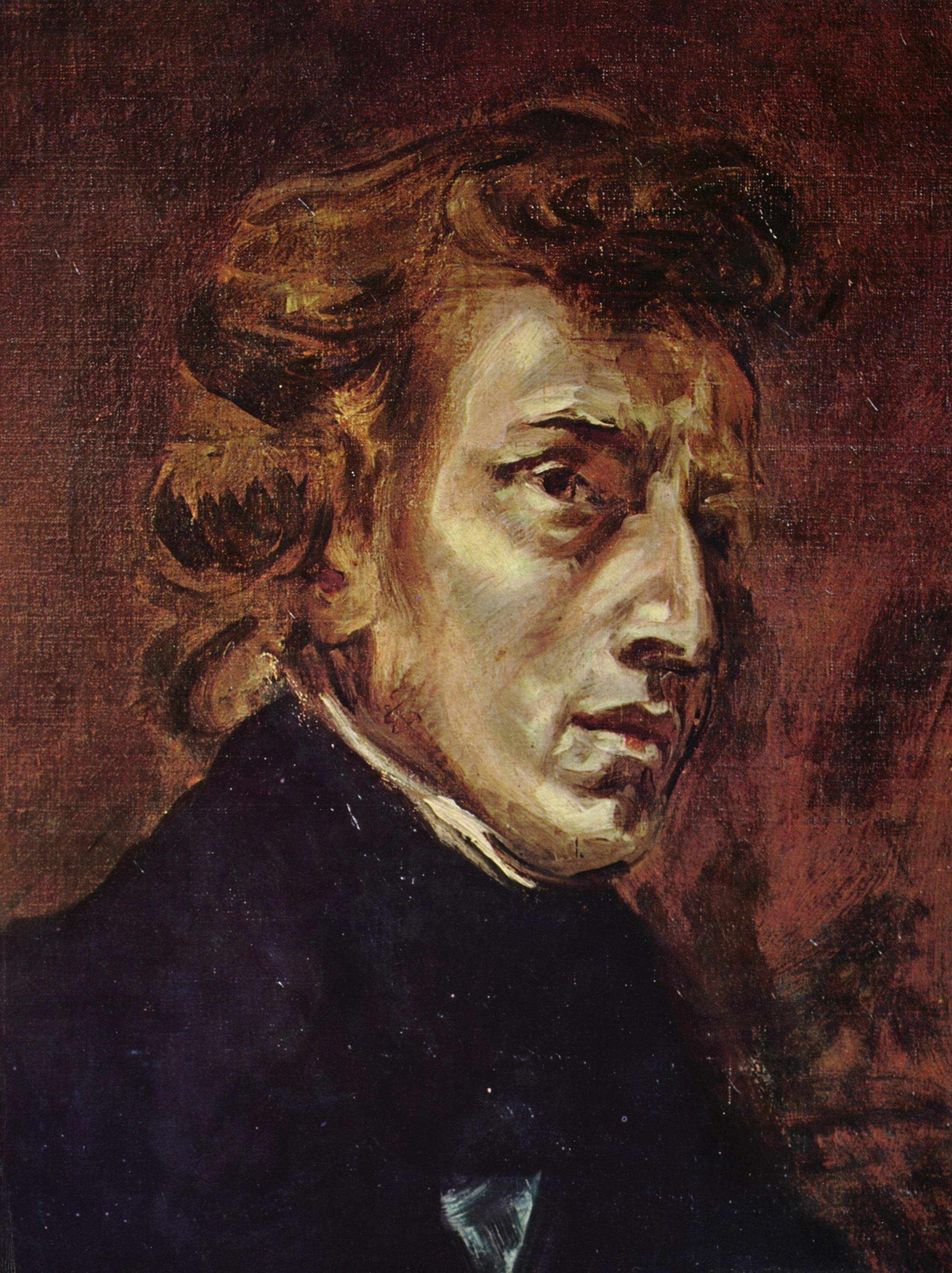
Portrét Fryderyka Chopina, 1838

 Po návratu v roce 1833 ho dávný přítel Adolphe Thiers, který se po Červencové revoluci stal ministrem, vyzval, aby vyzdobil královský salon v Bourbonském paláci, sídle poslanecké sněmovny v Paříži. Práce se protáhla až do roku 1837. V roce 1834 vystavil v Salonu obraz Alžírské ženy, první malířské dílo inspirované pobytem v Africe. Některé Delacroixovy obrazy však byly porotou Salonu, v níž převažovali stoupenci klasicismu, odmítány a ze stejného důvodu neprošla jeho kandidatura do Institut de France. Přesto byl Delacroix zahrnutý zakázkami, zejména na portréty.
Ve 30. letech se Delacroix intenzivně stýkal s rodinou Jeana-Baptiste Pierreta a rytce Frédérica Villota. Jeho manželka Pauline se stala jeho modelkou a milenkou zároveň. Další z malířových milenek byla jeho sestřenice Joséphine Forgetová. V této době navázal také Delacroix blízké přátelství s George Sandovou a Fryderikem Chopinem, jejichž portréty rovněž vytvořil.
Od 30. let pracoval Delacroix na nástěnných malbách v několika veřejných budovách. Kromě královského salonu vyzdobil v Bourbonském paláci i knihovnu. Nástropní malby v knihovně Lucemburského paláce jsou rovněž jeho dílem. Do pařížského kostela Saint-Denys-du-Saint-Sacrement namaloval roku 1844 fresku Sejmutí z kříže. S ohledem na množství zakázek už v té době nemohl pracovat sám. Pomáhali mu asistenti, nejznámější byl Pierre Andrieu. Zároveň však neopomíjel olejomalbami obesílat Salony. A také cestoval. V roce 1839 navštívil spolu s přítelkyní Elisou Boulangerovou Holandsko, 1842 zajel do Nohant-Vic, kde žila George Sandová. Léta obyčejně trávil ve Valmontu.

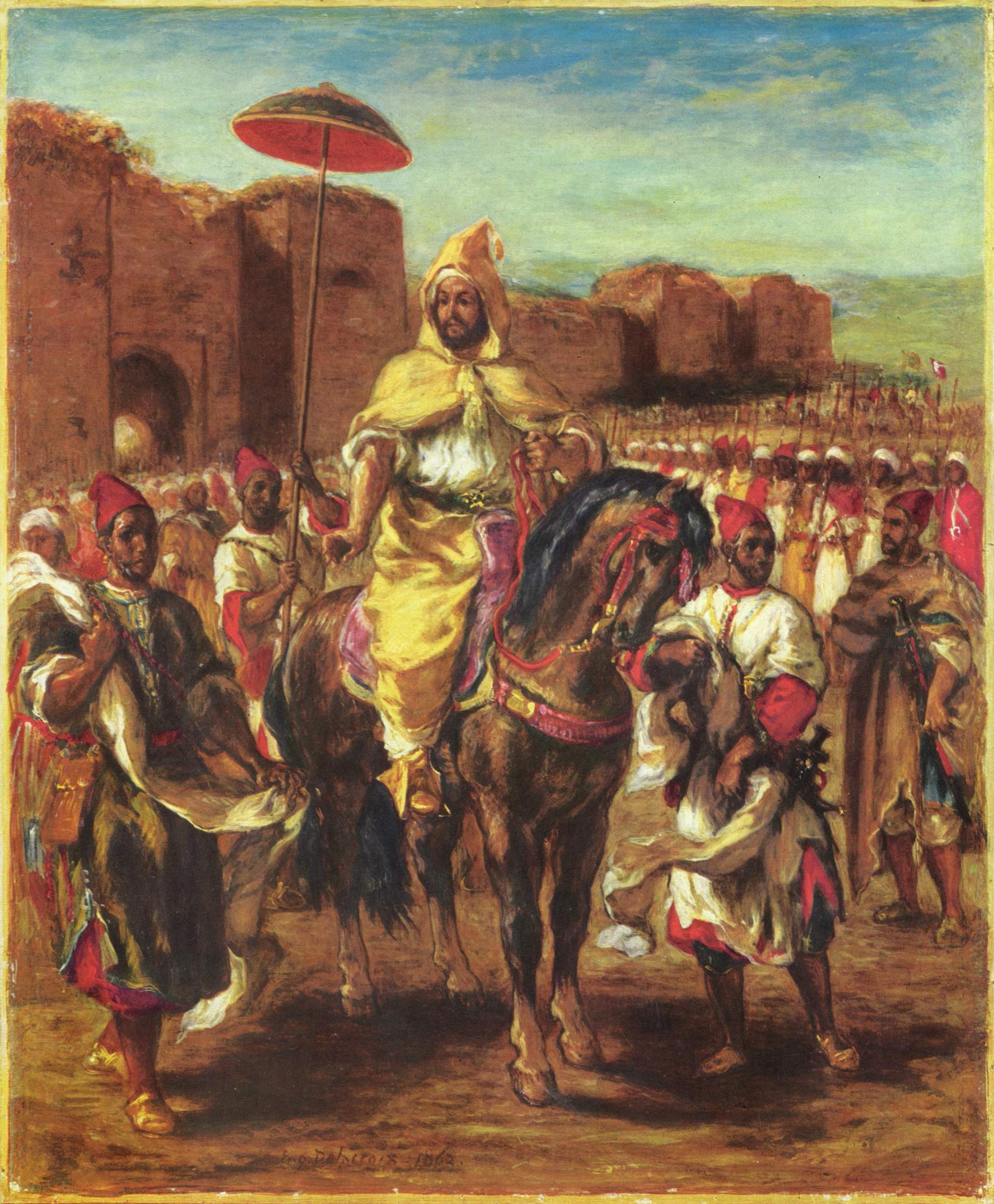
Marocký sultán a jeho doprovod, 1845

 Léto 1845 strávil Delacroix z léčebných důvodů Pyrenejích, odkud si přivezl množství kreseb a akvarelů horských krajin. Protože téhož roku zemřel jeho bratr Charles, pobýval jako vykonavatel jeho závěti po určitou dobu v Bordeaux. Nástup Napoleona III. v roce 1848 přinesl malíři další zakázky. Roku 1849 byl vybrán, aby vymaloval Kapli andělů v pařížském kostele svatého Sulpicia. Práce se ale vlekla až do roku 1861. Dále neúspěšně kandidoval do Institut de France, kam byl zvolen až roku 1857. Ve 2. polovině 40. let se také stýkal s Camille Corotem a napsal studii o malíři Grosovi. Od poloviny 40. let rostl vliv Jenny Le Guillou (1801–1869), která malíři vedla domácnost a na niž v ekonomických otázkách spoléhal. Žena zůstala s Delacroixem až do jeho smrti; malířovo okolí jí vyčítalo, že ho příliš izoluje.
Roku 1850 začal pracovat na nástěnných malbách na stropu Galerie Apollon v Louvru, které dokončil rok nato. Před zahájením prací na této zakázce ještě odjel do Belgie, aby načerpal inspiraci u Rubense. Během Pařížské komuny byla zničena další jeho nástěnná malba – v Salonu míru na pařížské radnici. V první polovině 50. let trávil Delacroix léta většinou v Draveilu (dnes předměstí Paříže) nebo v Dieppe. Maloval zde moře a také květinová zátiší, která ovlivnila impresionisty.

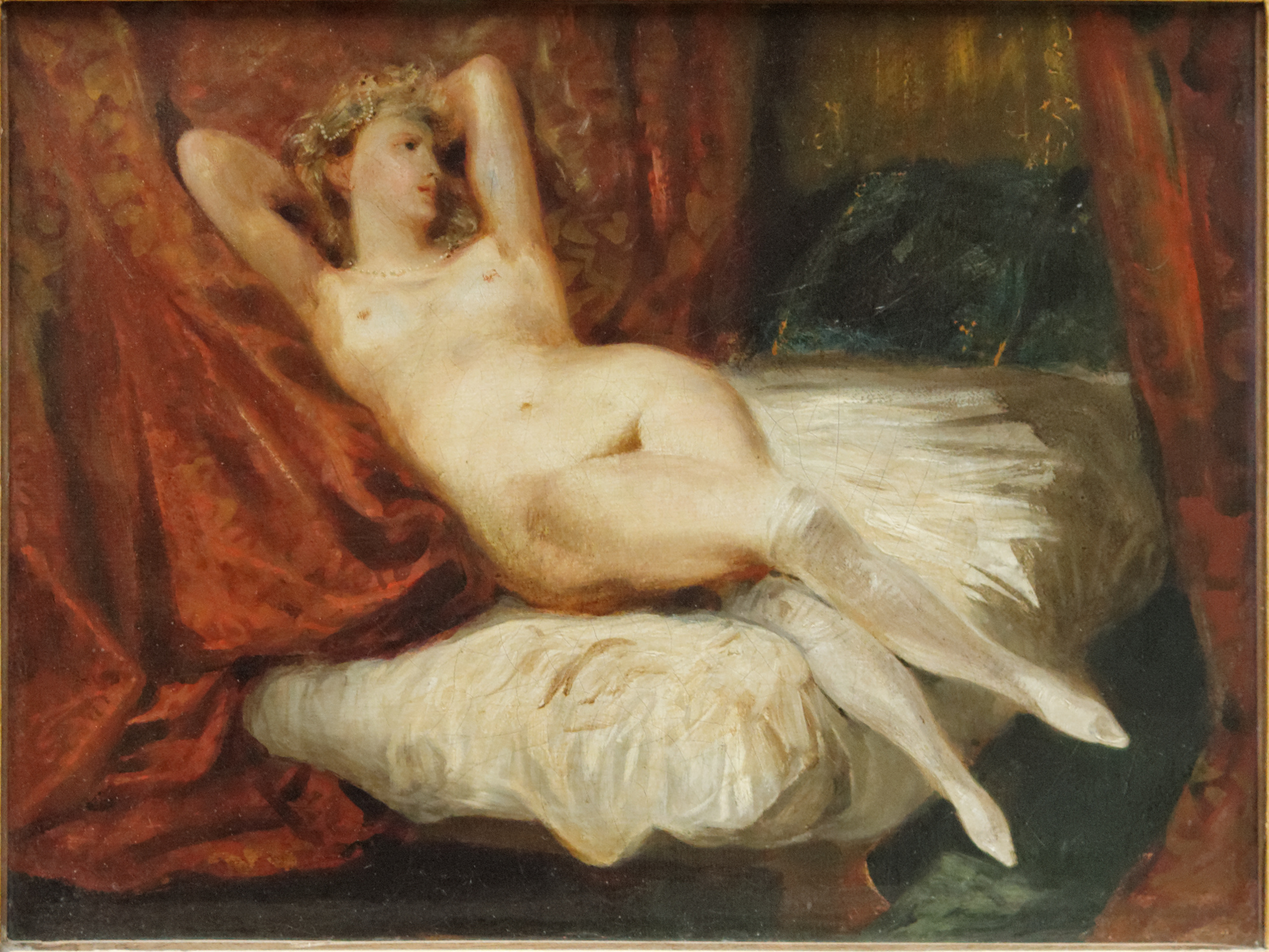
Dívka v bílých punčochách, 1825–1830

V polovině 50. let se Delacroix konečně dočkal oficiálních poct. Roku 1854 byl jmenován komandérem Řádu čestné legie. Rok nato byl na osmý pokus přijat do Institutu. Na světové výstavě 1855 vystavil 48 maleb, jeho antipod Ingres 69 obrazů. Bylo to dokladem, že veřejnost akceptovala oba umělecké směry, které tito dva umělci zastupovali.
Roku 1857 se Delacroix přestěhoval do čp. 6 na Place de Furstenberg. Zde měl velký ateliér, s ohledem na jeho zdravotní problémy, chronický kašel a nachlazení, stále vytápěný na vysokou teplotu. V roce 1859 se uskutečnil poslední Salon s Delacroixovou účastí. Vzhledem k nemoci musel malíř omezit tvorbu a často jezdil na léčebné pobyty na venkově. Přesto se mu roku 1861 podařilo dokončit tři nástěnné malby do pařížského Kostela svatého Sulpicia a začal s přípravou fresek do jídelny v domě bankéře Hartmanna. Stihl ještě namalovat poslední dva obrazy: Marocký náčelník přijímá tribut a Tobiáš a anděl.
Zemřel 13. srpna 1863 v Paříži. Je pochován na tamním hřbitově Père-Lachaise. Rok nato byl jeho ateliér prodán v dražbě v hotelu Drouot. Jeho odkaz rozvinuli později takoví malíři jako Paul Cézanne, Auguste Renoir, Vincent van Gogh a Pablo Picasso. Francouzi vyjádřili úctu ke svému romantickému malíři mj. i tím, že na fasádu pařížské radnice umístili jeho portrétní plastiku spolu s dalšími 145 nejvýznamnějšími osobnostmi Francie.

## Dílo

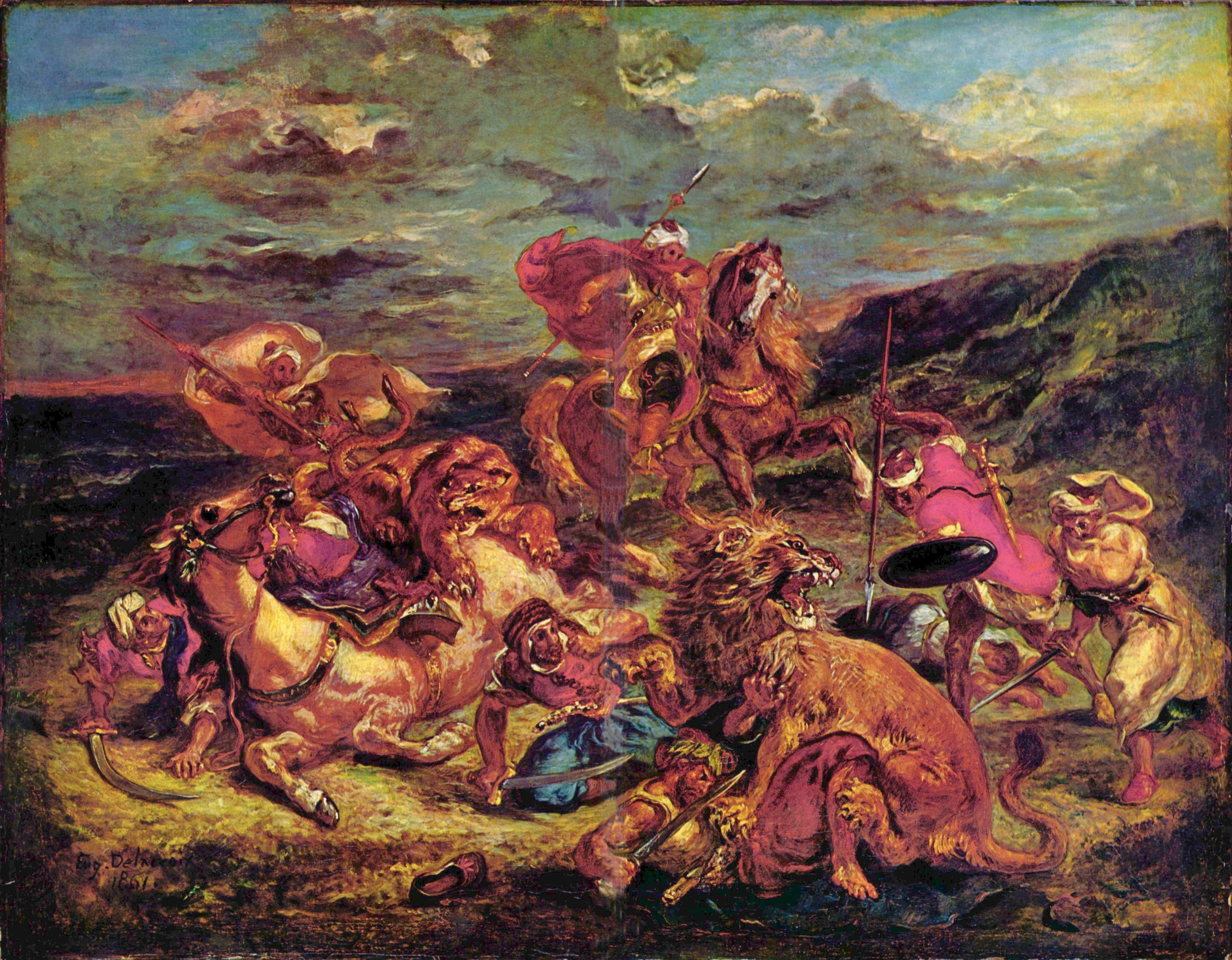
Lov lvů, 1861

Delacroix byl školený v duchu neoklasicistní tvorby Jacquese-Louise Davida, mnohem více ho ale ovlivnilo malířství starších mistrů, pro které byla klíčová barva, jako byli Peter Paul Rubens a Paolo Veronese. Za mnohé vděčil také svému současníkovi Théodore Géricaultovi, jehož obrazy nepostrádaly smysl pro dramatický děj, vyjadřovaly lásku ke svobodě a reflektovaly šířící se romantismus ponapoleonské epochy.
Delacroixova umělecká kariéra začala v roce 1822, kdy porota Salonu přijala první jeho významný obraz, Dantovu bárku. Všeobecného uznání dosáhl obrazem Vraždění na Chiu z roku 1824, jehož námětem je řecký boj za nezávislost. Během cesty do Anglie roku 1825 studoval díla tamních malířů. Ovlivnil ho zejména Richard Parkes Bonington, používající jasné, třpytivé barvy. Boningtonův vliv je zřejmý v Delacroixových následujících dílech, např. na obraze Sardanapalova smrt (1827–1828). Toto dílo je již výrazem malířova zralého stylu. Kompozice obrazu, v němž se střídá světlo a stín, tvoří vířící změť žen, otroků, zvířat, šperků a textilií. Obraz znázorňuje asyrského panovníka Sardanapala, který zádumčivě a nezúčastněně sleduje ničení veškerého svého majetku včetně koní a žen, které nařídil vykonat před tím, než spáchá sebevraždu.

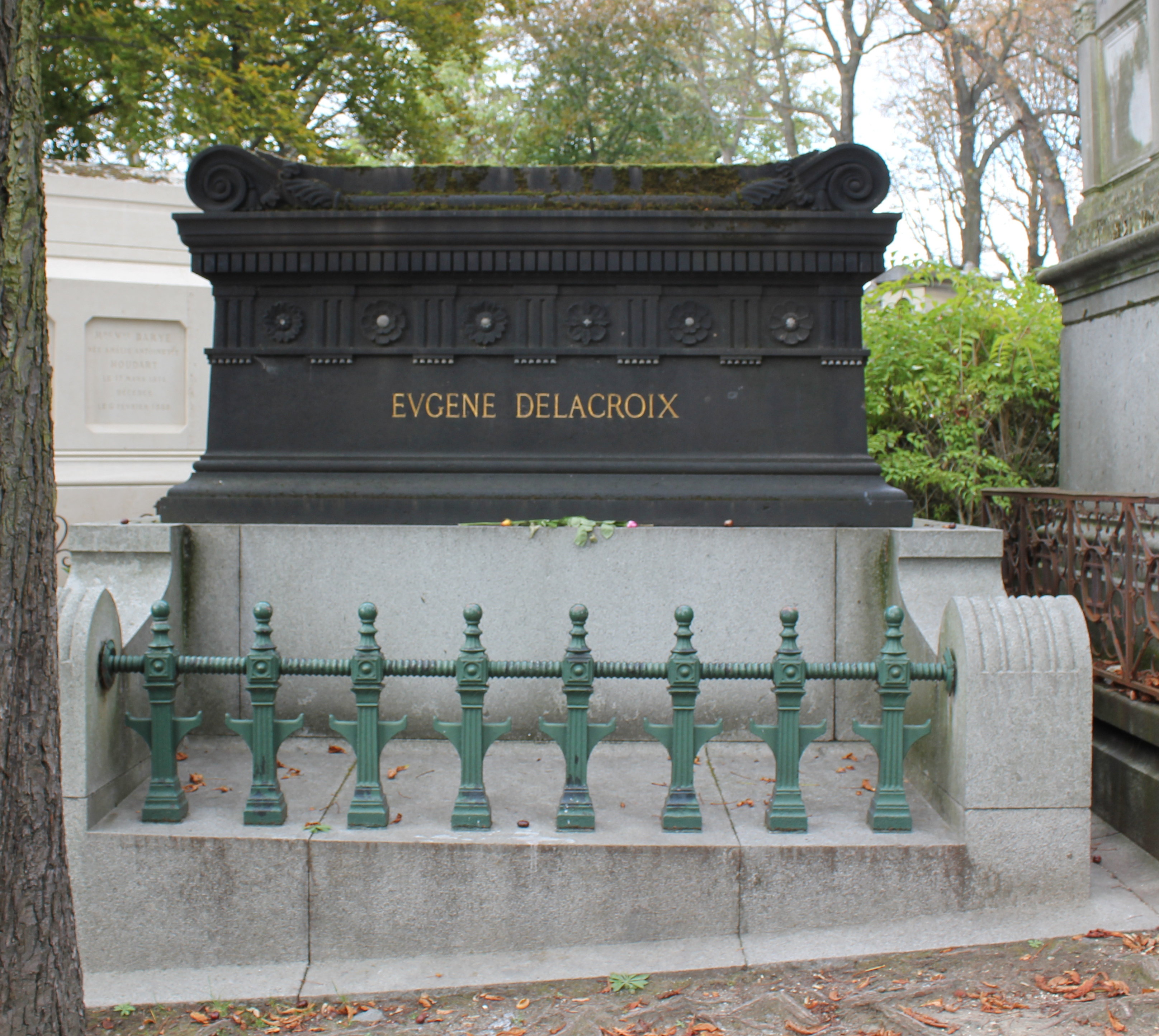
Malířův hrob na Hřbitově Père-Lachaise

Zásadním Delacroixovým dílem je obraz Svoboda vede lid na barikády z roku 1830. Jedná se o apoteózu ideje Svobody. Tento obraz demonstruje rozdíl mezi romantickým stylem malby, zdůrazňujícím barvu a duchovní stránku obrazu, a souběžně existujícím neoklasicistním stylem, který akcentoval linii a od předmětu si zachovával chladný odstup. Hlavním představitelem tohoto pojetí byl Jean Auguste Dominique Ingres.
Během svého života zůstal Delacroix ve Francii dominantním tvůrcem romantického směru v malířství. Cesta do severní Afriky mu poskytla témata pro více než sto pláten. Kromě toho obdržel mnoho státních zakázek na nástěnné malby. Mnoho děl z pozdního údobí jeho tvorby, zejména obrazů zvířat, loveckých výjevů a marin má vysokou úroveň, některé jsou však provedeny s malou pečlivostí nebo trpí nedostatkem inspirace. Delacroix také ilustroval díla Williama Shakespeara, Waltera Scotta a Johanna Wolfganga von Goetha.
Delacroixova malířská technika, ve které používal kontrastní barvy a drobné tahy štětcem, což vytvářelo mimořádně živý účinek, významně ovlivnila impresionisty. Podrobné studium Delacroixovy osobnosti není možné bez znalosti jeho Deníků, ve kterých vyjadřoval své názory na umění, politiku a dobu, ve které žil.

### Vybrané obrazy
- Autoportrét v kostýmu Ravenswooda, 1821
- Nereidy (kopie podle Rubense), 1822
- Dantova bárka, 1822
- Vraždění na Chiu, 1824
- Dívka sedící na hřbitově, 1824
- Sardanapalova smrt, 1827–1828
- Svoboda vede lid na barikády, 1830
- Alžírské ženy ve svém apartmá, 1834
- Ukřižování, 1835
- Autoportrét, 1837
- Bitva u Taillebourgu, 1837
- Boj džaura a paši, 1838
- Epileptici v Tangeru, 1838
- Hamlet a Horacio na hřbitově, 1839
- Židovská nevěsta, 1839
- Dobytí Konstantinopolu křižáky, 1840
- Smrt Seneky, 1844
- Ztroskotání Dona Juana, 1840
- Spravedlnost císaře Trajána, 1843
- Attila a jeho hordy ničí Itálii a její umění, 1843–1847
- Marocký sultán a jeho doprovod, 1845
- Zátiší s košem a květinami v parku, 1848–1849
- Apollón zabíjí hada Pythona, freska na klenbě Apollónovy galerie v Louvru, 1850–1851
- Milosrdný Samaritán, 1851
- Ježíš Kristus na Genezaretském jezeře, 1853
- Ženy nad mrtvým sv. Štěpánem, 1853
- Lov lvů, 1855
- Clorinda zachraňuje Olinda a Sofronii na hranici, ilustrace básně Torquata Tassa Osvobozený Jeruzalém, 1856
- Únos Rebeky, 1858
- Zápasící arabští koně, 1860
- Médea, 1862

## Galerie

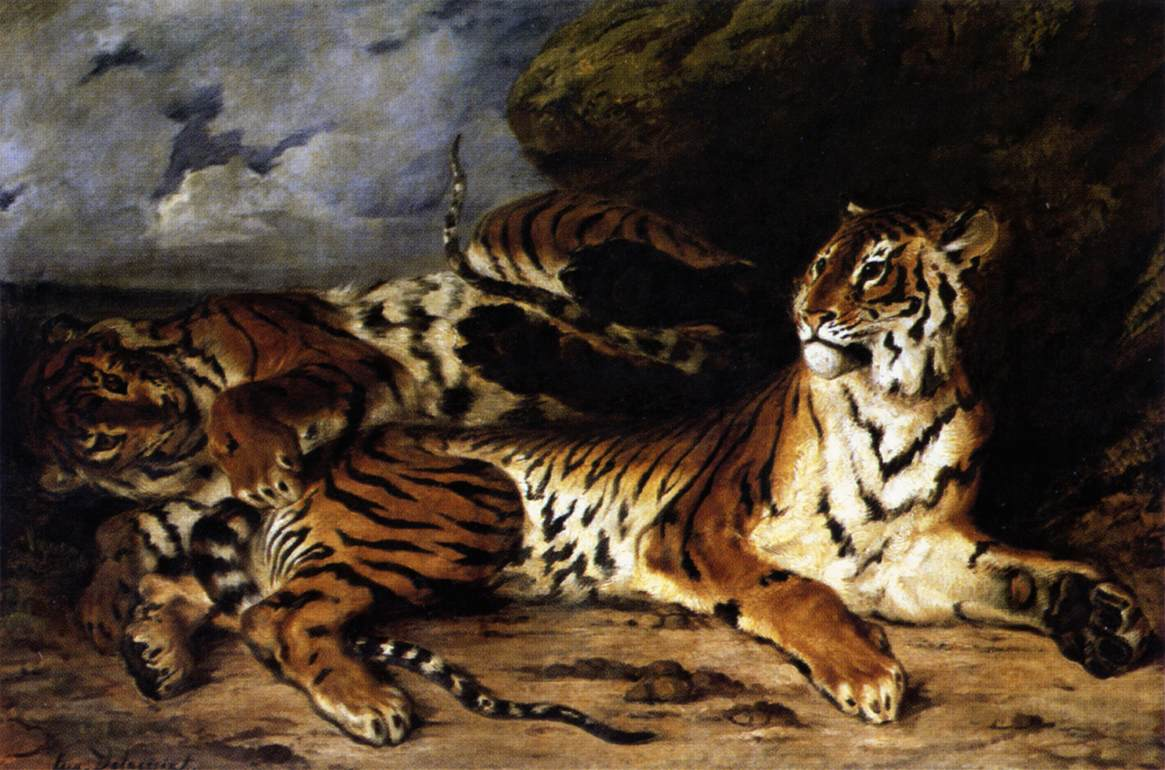
Malý tygr hrající si s matkou (1830)
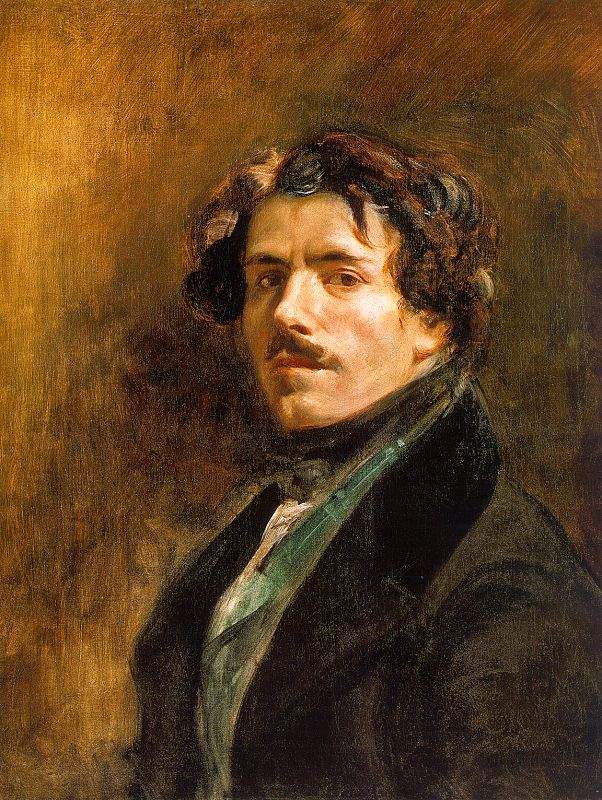
Autoportrét (1837)
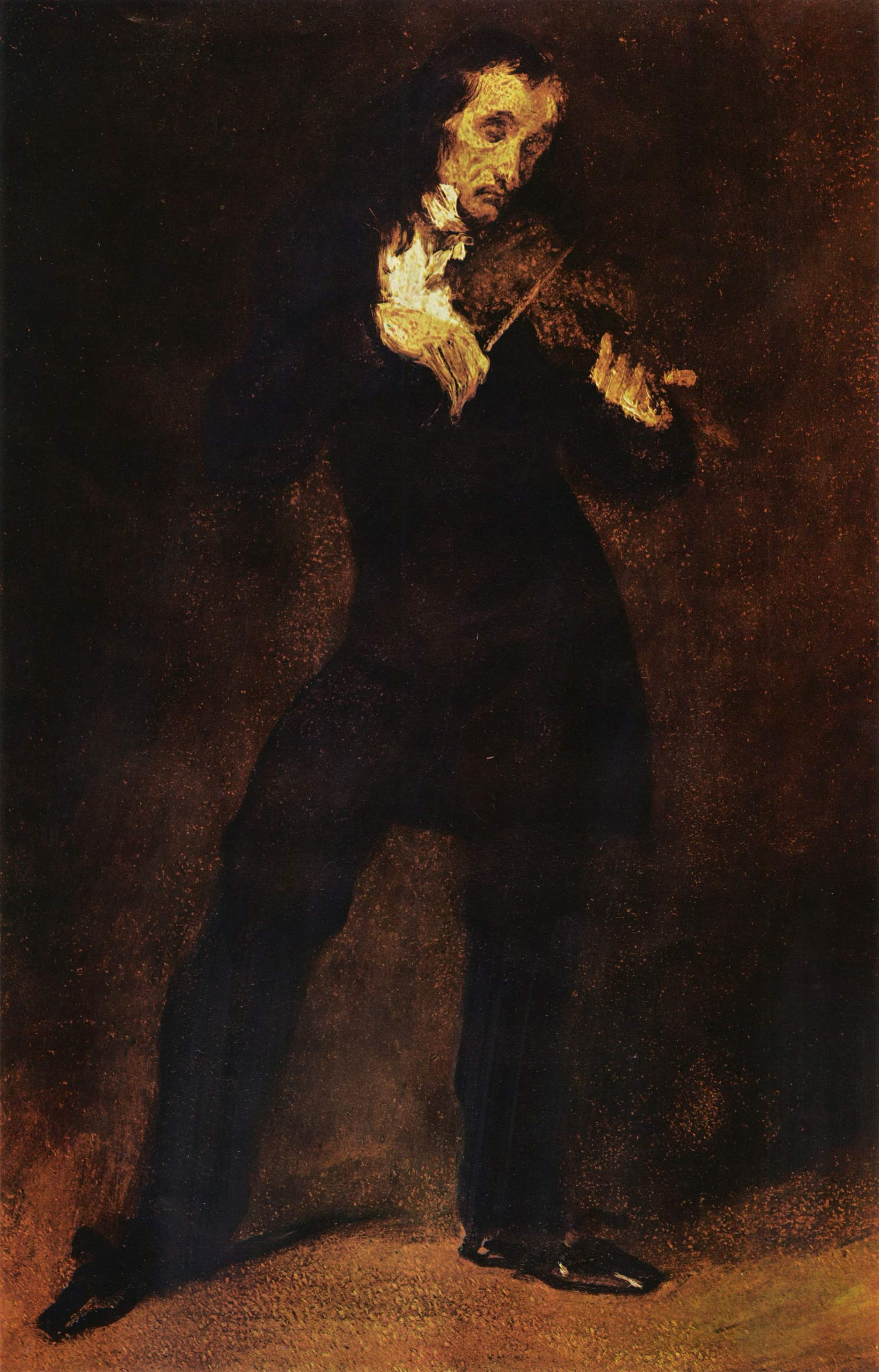
Portrét Paganiniho (1832)
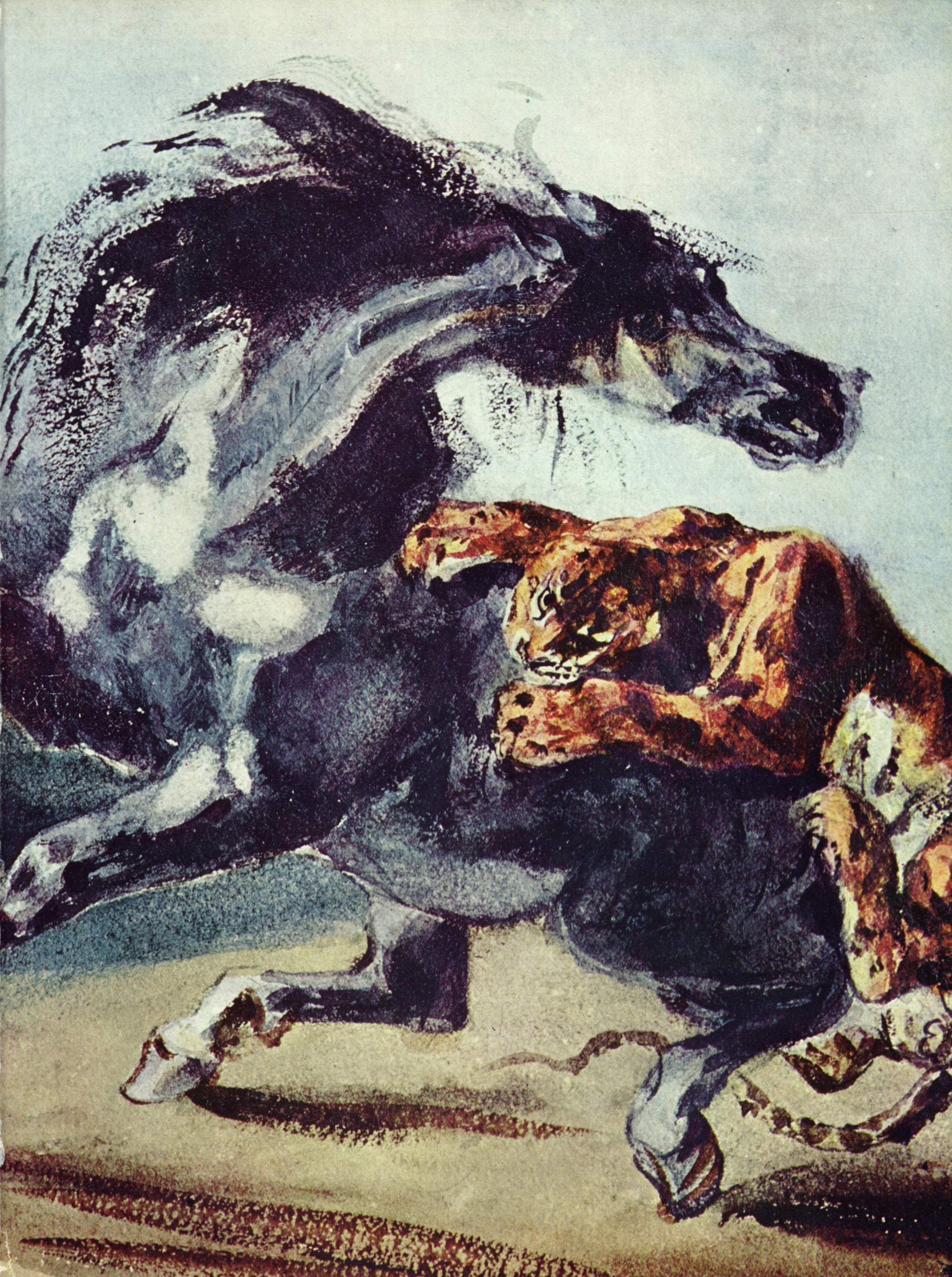
Tygr chytá koně (1825–1828)
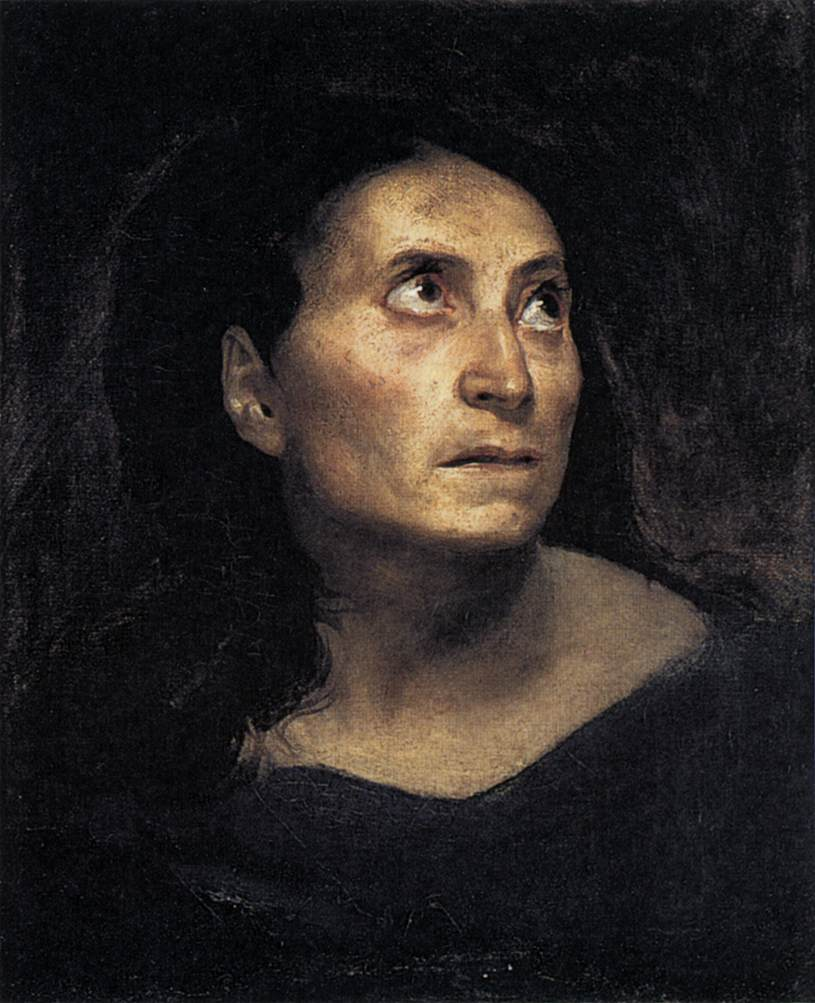
Šílená žena (1822)
Řekyně na troskách Missolonghi (1826)